# Ludwig I. (Flandern)

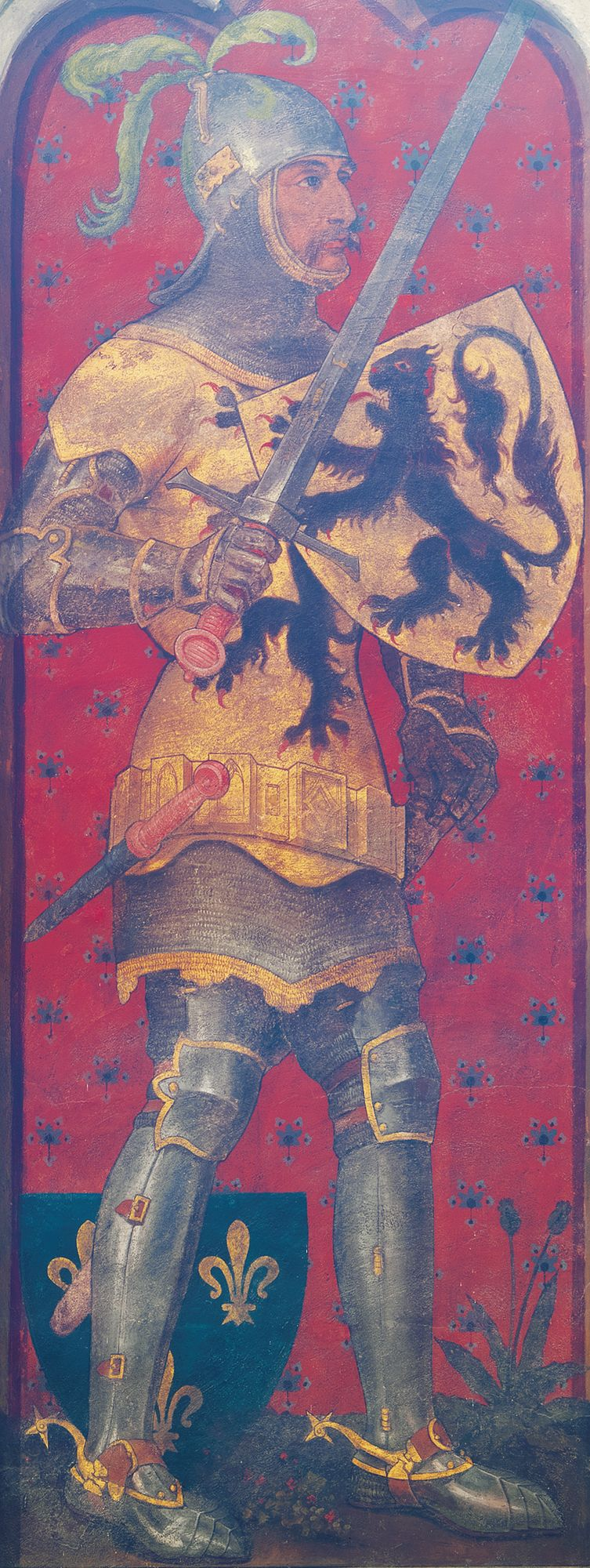
Louis de Dampierre

Ludwig I. (* um 1304; † 26. August 1346 in der Schlacht von Crécy) war seit 1322 Graf von Flandern, (als Ludwig II.) Graf von Nevers und Rethel, Baron von Donzy. Er war der Sohn des Grafen Ludwig I. von Nevers und der Johanna von Rethel, der Enkel des Grafen Robert III. von Flandern.
Er heiratete am 21. Juli 1320 – gemäß den Vereinbarungen des Vertrags von Paris – Margarete (um 1312–1382), Tochter des französischen Königs Philipp V., die 1361 Pfalzgräfin von Burgund, Herrin von Salins, Gräfin von Artois und Pair von Frankreich wurde.
Mit der Unterstützung seines Schwiegervaters gelang es ihm, die Aufstand des Nicolaas Zannekin zu unterdrücken.
Er und Margarete hatten einen Sohn: Ludwig II. (Ludwig von Male) (1339–1384), der auch sein Nachfolger wurde.
Ludwig wurde in Brügge in der Sint-Donaaskerk beigesetzt.